# Brigada 27 Infanterie (1916-1918)
Brigada 27 Infanterie a fost o mare unitate de nivel tactic, care s-a constituit la 14/27 august 1916 prin mobilizarea unor unități și subunități de rezervă, din compunerea Comandamentului IV Teritorial: Regimentul 55 Infanterie - (Piatra Neamț) și Regimentul 67 Infanterie - (Bacău). Brigada a făcut parte din organica  Diviziei 14 Infanterie.:p. 92
La intrarea în război, Brigada 27 Infanterie a fost comandată de generalul de brigadă Luca Vlădoianu. Brigada 27 Infanterie a participat la acțiunile militare pe frontul românesc, pe toată perioada războiului, între 14/27 august 1916 - 28 octombrie/11 noiembrie 1918.

## Participarea la operații

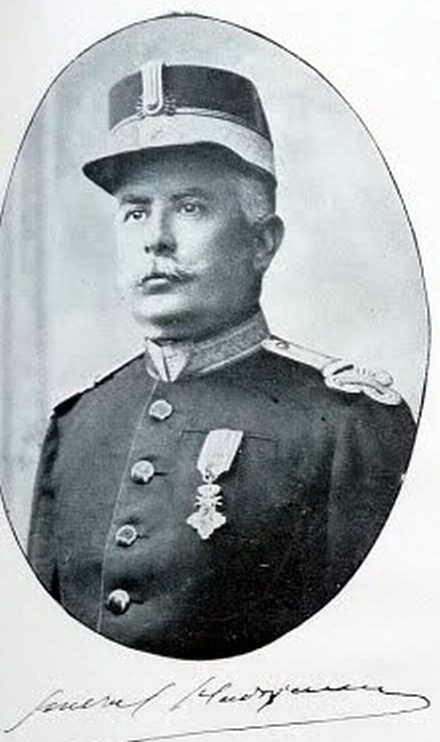
Generalul Luca Vlădoianu, comandantul brigăzii în campania din 1916

### Campania anului 1916
În campania anului 1916 Brigada 27 Infanterie a participat la acțiunile militare în dispozitivul de luptă al Diviziei 14 Infanterie participând la Ofensiva în Transilvania, Operația de apărare a trecătorilor și Bătălia de pe Valea Oltului. 

### Campania anului 1917
În campania anului 1917 Brigada 27 Infanterie a participat la acțiunile militare în dispozitivul de luptă al Diviziei 14 Infanterie , participând la Bătălia de la Mărășești . În această campanie, brigada a fost comandată de colonelul Ioan Anastasiu.

## Ordinea de bătaie

### La mobilizarea din 1916
La declararea mobilizării, la 27 august 1916, Brigada 27 Infanterie a făcut parte din compunerea de luptă a Diviziei 14 Infanterie, alături de Brigada 28 Infanterie și Regimentul 24 Artilerie. Ordinea de bătaie a brigăzii era următoarea:
- Brigada 27 Infanterie

- Regimentul 55 Infanterie
- Regimentul 67 Infanterie

### Reorganizări pe perioada războiului
În prima jumătate a anului 1917, Brigada 27 Infanterie s-a reorganizat în spatele frontului. Brigada a fost inclusă în compunerea de luptă a Diviziei 14 Infanterie, alături de Brigada 28 Infanterie și Brigada 14 Artilerie. Ordinea de bătaie a brigăzii era următoarea::p. 192
- Brigada 27 Infanterie

- Regimentul 69/77 Infanterie
- Regimentul 53/65 Infanterie

## Comandanți
- General de brigadă Luca Vlădoianu
- Colonel Ioan Anastasiu